# Üstökös

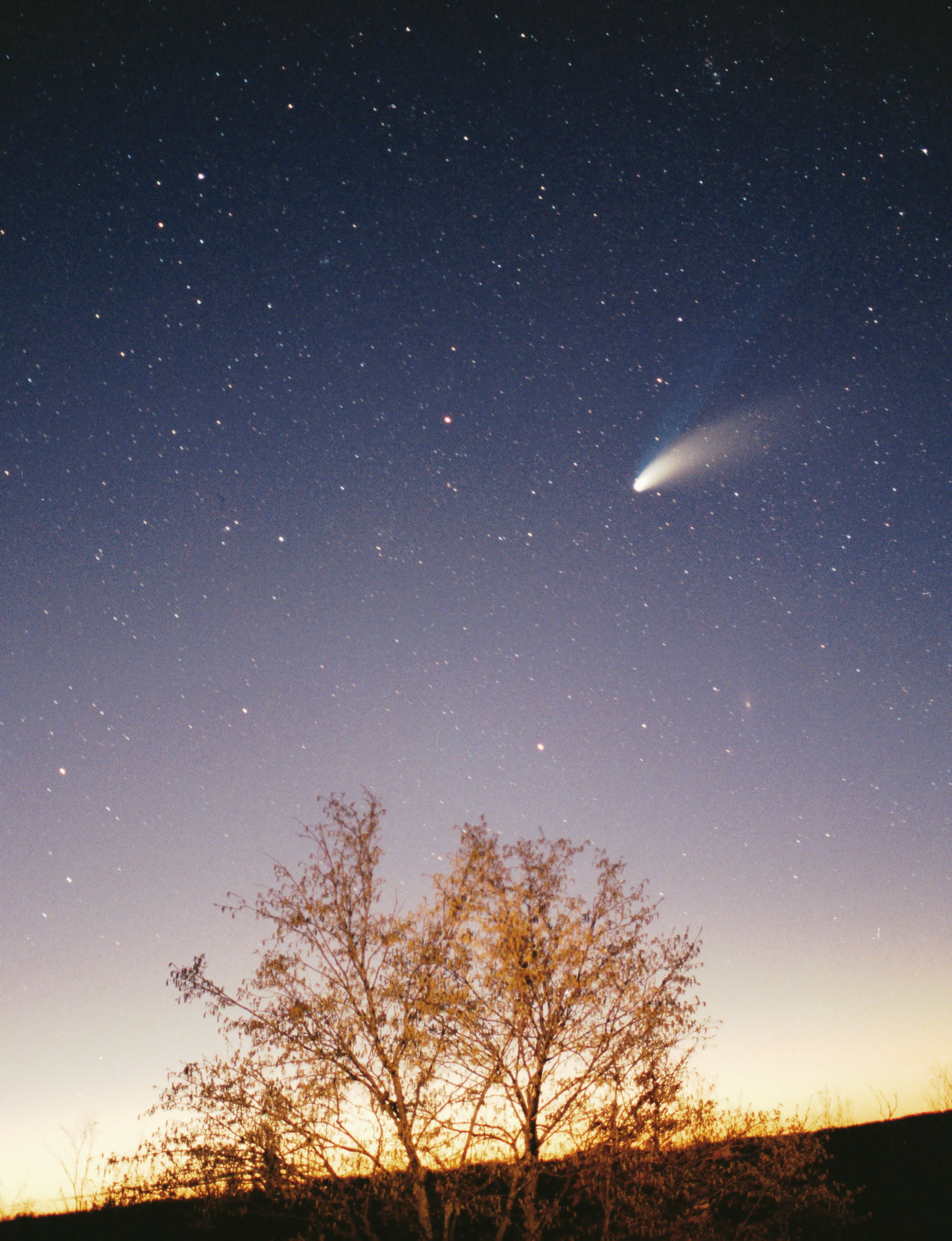
A Hale–Bopp-üstökös

Az üstökös olyan naprendszerbeli égitest, amely a Nap körül, általában elnyújtott pályán kering, és a Nap közelébe érve jellegzetesen fényes kómája és csóvája fejlődik – mindkét jelenség legfőbb oka az üstökösmagot érő napsugárzás. Maguk az üstökösmagok lazán összekapcsolódó jégből, porból és szikladarabokból állnak, méretük néhány kilométertől néhány tíz kilométerig terjed.
Az üstökösök keringési ideje változó, néhányszor tíz évtől több száz vagy több ezer évig is terjedhet, miközben némelyikről feltételezhető, hogy csak egyetlenegyszer halad át a belső Naprendszeren, mielőtt kilökődik a csillagközi térbe. A rövidperiódusú üstökösökről úgy gondolják, hogy a Kuiper-övből vagy a Neptunusz pályáján túl található szórt korongból származnak. A hosszúperiódusú üstökösök valószínűleg a Naptól jóval nagyobb távolságból erednek, az Oort-felhőből. Az üstökösöket a Naprendszer ezen távoli zónáiból (a Kuiper-öv objektumai esetében) a külső bolygók vagy (az Oort-felhő objektumai esetében) közeli csillagok perturbációja vagy ütközések eredménye löki a Nap irányába.
Az üstökösök törmelékből álló csóvát hagynak maguk után. Ha az üstökös keresztezi a Föld pályáját, azon a ponton, ahol a Föld áthalad a csóva törmelékhalmazán, meteorzápor keletkezhet. A Perseidák meteorraj minden évben augusztus 9. és 13. között éri el a Földet, miközben az áthalad a Swift–Tuttle-üstökös pályáján. Az Orionidák meteorraj forrása a Halley-üstökös.
Az üstökösöket a kóma vagy a csóva jelenléte különbözteti meg a kisbolygóktól, bár egyes nagyon öreg üstökösök, melyek összes illékony anyagukat elvesztették, kisbolygóra emlékeztető objektummá válhatnak. A kisbolygókról az is feltételezhető, hogy máshonnan származnak, mint az üstökösök; a Naprendszernek nem a külső, hanem a belső részében jöttek létre. Az újabb felfedezések mindazonáltal kissé elmosták a határokat a kisbolygók és üstökösök között.
2008 szeptemberében 3535 üstökös volt ismert, melyek közül több száz rövidperiódusú. Ez a szám gyorsan emelkedik, bár ez a lehetséges összes üstökösnek csak egy töredékét adja: az üstökös-szerű testek száma a külső Naprendszerben elérheti az egy billiót. A szabad szemmel észlelhető objektumok száma évente átlagosan egy, bár ezek közül sok halvány, vagy nem látványos.
Az üstökösök csillagászati jelölése a , amely egy korongból és egy hajszerű farokból áll.

## Fizikai jellemzők

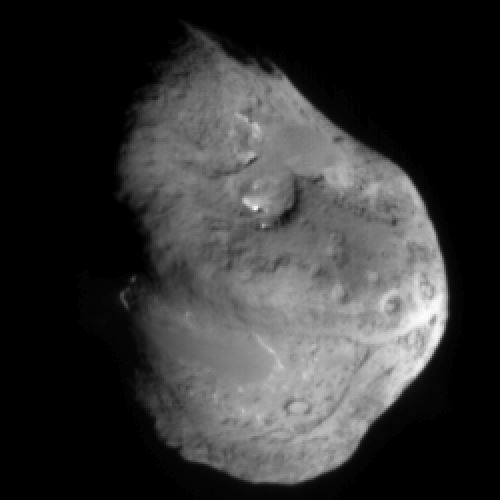
A Tempel 1 magja a Deep Impact felvételén. A mag körülbelül 6 kilométer átmérőjű

### Az üstökösmag
Az üstökösmagok mérete 100 méter és több mint 40 kilométer között mozog. Gyakran „piszkos hólabdának” nevezik, bár a friss megfigyelések száraz, poros vagy sziklás felszínt mutattak, ami arra utal, hogy a jég a kéreg alatt rejtőzik (lásd Vita az üstökösök összetételéről). Az üstökösmagok meglehetősen szabálytalan alakúak, sima és durva felületek, benyomódások, hegygerincek, dombok, becsapódási kráterek és robbanási tölcsérek egyaránt előfordulhatnak, mivel tömegük (és így gravitációjuk) nem elégséges a gömbalak kialakulásához. A mag szerkezete porózus, térfogatának 60%-a (vagy annál is több) lehet légüres tér.
Az üstökösmag jellemzően négyféle anyagból áll:
- szilikátokból, melyek oxigénben, szilíciumban és különféle fémekben gazdagok. Ezek a vegyületek alkotják a sziklákat és kőzeteket.
- szulfidokból, ahol a kén vassal és nikkellel alkotott vegyületei a leggyakoribbak
- szerves vegyületekből, például szén-monoxidból, szén-dioxidból, metánból, ammóniából, metanolból, hidrogén-cianidból, formaldehidből, etanolból és etánból, és esetleg más összetettebb molekulákból, például hosszúláncú szénhidrogénekből és aminosavakból.[9][10][11]
- illékony anyagokból, melyek szobahőmérsékleten folyékony vagy gáz halmazállapotúak, de a bolygóközi térben megfagytak. Az üstökösökben legnagyobb arányban a vízjég fordul elő.

Meglepő módon az üstökösmagok a Naprendszer ismert objektumai közül a legsötétebbek közül valók. A Giotto űrszonda megállapította, hogy a Halley-üstökös magja körülbelül a ráeső fény 4%-át veri vissza, míg a Deep Space–1 mérései szerint a Borelly-üstökös esetében ez az érték 2,4% és 3% közötti (összehasonlításképp, az aszfalt a ráeső fény 7%-át veri vissza). Feltételezik, hogy a sötét felszíni anyagok összetett szerves vegyületek. A Nap hője elpárologtatja az illékony vegyületeket, a nehéz hosszúláncú anyagokat meghagyva, melyek gyakran nagyon sötétek. Az üstökösfelszínek ezen sötétsége lehetővé teszi a gázkibocsátás fenntartásához szükséges mennyiségű hő elnyelését.

### A kóma és a csóva
A külső Naprendszerben az üstökösök fagyott állapotban maradnak, és kis méretük miatt rendkívül nehéz őket a Földről észlelni (bár a Kuiper-övben néhány üstökösmagot sikerült megfigyelni). Ahogy egy üstökös megközelíti a belső Naprendszert, a napsugárzás hatására a víz, a megfagyott gázok és más illékony anyagok párologni kezdenek és kiáramlanak a magból, a korábban beléjük fagyott szilikátok, szulfidok és szerves vegyületek részecskéit is magukkal rántva. Az így kiáramló porok és gázok hatalmas, rendkívül ritka légkört alkotnak az üstökös körül, melyet kómának hívnak. A porrészecskék hamar elszakadnak a gázoktól, és a Nap sugárzásának nyomása, valamint a napszél hatására egy óriási csóvát alkotnak, ami a Nappal ellenkező irányba mutat.
A kiáramló gáz és por különálló csóvát alkotnak, némileg eltérő irányba mutatva. A kiáramló por az üstököspálya nyomán oly módon marad meg, hogy gyakran görbevonalú csóvát formáz. Egyidejűleg a gázokból álló ioncsóva mindig a Nappal ellenkező irányba mutat, mivel erre a gázra sokkal erősebben hat a napszél, mint a porra, így inkább a mágneses erővonalakat követi, mint a pályagörbét. Miközben a szilárd mag átmérője általában kisebb, mint 50 km, a kóma nagyobb lehet a Napnál, míg az ioncsóvák esetében megfigyeltek már 1 csillagászati egység (150 millió kilométer) vagy annál nagyobb hosszt is. Ludwig Biermann megfigyelései a Nappal ellentétes irányú csóvákról nagymértékben hozzájárultak a napszél felfedezéséhez.
Az ioncsóva a Nap ibolyántúli sugárzásának a kóma részecskéire ható fényelektromos jelenség révén jön létre. Amikor a részecskék ionizálódnak, pozitív elektromos töltésűek lesznek, amely „indukált magnetoszférát” alakít ki az üstökös körül. Az üstökös és az indukált mágneses mező akadályt képez a kifelé fújó napszél részecskéi számára.
A kómát és a csóvát is megvilágítja a Nap, ami a Földről is láthatóvá válhat, amikor az üstökös a belső Naprendszeren halad át. A por közvetlenül veri vissza a napfényt, a gázok pedig az ionizáció miatt „izzanak fel”. A legtöbb üstökös túl halvány ahhoz, hogy távcső nélkül lehessen látni, de minden évtizedben van néhány, amelyik elég fényes ahhoz, hogy szabad szemmel is észlelhető legyen. Az üstökösök alkalmanként hirtelen és óriási gáz- és porkilökődést produkálhatnak: ekkor a kóma mérete átmenetileg nagyban megnövekszik. Ez történt 2007-ben a Holmes-üstökössel.
1996-ban felfedezték, hogy az üstökösök röntgensugárzást bocsátanak ki. Ezek a sugarak meglepték a kutatókat, mivel jelenlétüket egyetlen korábbi elmélet sem jósolta meg. A röntgensugarakról úgy vélik, hogy az üstökösök és a napszél kölcsönhatása okozza őket: amikor az erősen töltött ionok átrepülnek az üstökös légkörén, az üstökös atomjaival és molekuláival ütköznek. Ezen ütközések nyomán az ionok egy vagy több elektront fognak be, ami röntgensugarak és ibolyántúli fotonok kibocsátásához vezet.

## Az üstökösök sorsa
A Jupiter család üstökösei (JFC) és a hosszúperiódusú üstökösök (LPC) úgy tűnik, hogy meglehetősen eltérő módon halványulnak el. A JFC-k aktívak maradnak a körülbelül 10 000 éves vagy 1000 keringésnyi élettartamuk alatt, míg az LPC-k sokkal hamarabb eltűnnek. Az LPC-knek csak 10%-a él túl több mint 50, Naphoz közeli perihélium-áthaladást, és csak 1%-a több mint 2000-et. Végül az üstökösmagban található illékony anyag nagy része elpárolog, és az üstökös egy kis, sötét, élettelen szikladarab marad, ami egy kisbolygóra hasonlít. Az is ismert, hogy egyes üstökösök nagyobb darabokra szakadnak, ahogy az a Schwassmann-Wachmann 3 üstökössel történt 2006-ban. Ezt okozhatja a Nap vagy egy nagyobb bolygó árapályereje, az illékony anyag „robbanása”, vagy más, még ismeretlen ok is.
Néhány üstökös jóval látványosabb véget ér – vagy a Napba zuhan, vagy egy bolygónak vagy más testnek ütközik. A korai Naprendszerben az üstökösök és bolygók valamint holdak ütközése gyakori volt: a holdkráterek némelyikét feltehetően üstökösök becsapódása okozhatta. Nemrégiben egy bolygó és egy üstökös ütközése következett be, amikor 1994-ben a Shoemaker–Levy 9 darabjaira szakadva a Jupiterbe zuhant.
A korai Földbe számos üstökös és kisbolygó csapódott be. Sok tudós hiszi, hogy a fiatal Földet bombázó üstökösök (körülbelül 4 milliárd éve) juttatták el bolygónkra azt a nagy mennyiségű vizet, ami ma az óceánokat megtölti, vagy legalábbis annak jelentős részét. Más kutatót kételkednek ebben a feltevésben. A szerves molekulák kimutatása az üstökösökben olyan spekulációkhoz vezetett, hogy az üstökösök, vagy meteoritok hozhatták az élet előfutárait – vagy magát az életet – a Földre. Még mindig sok földközeli üstökös van, de egy kisbolygóval való ütközés jóval valószínűbb, mint egy üstökössel.
Gyanítható, hogy az üstökös-becsapódások hosszú időskálán mérve a Holdra is jelentős mennyiségű vizet juttattak el, amelynek egy része holdjég formájában maradhatott meg.

## Pályatulajdonságok

A Kohoutek üstökös (piros) és a Föld (kék) pályái. Látható az üstököspálya nagy excentricitása és az üstökös gyorsabb mozgása a Nap közelében

A legtöbb üstökös elnyúlt ellipszispályán mozog, a keringés során a Nap közelében is elhalad, majd az útja többi részét a Naprendszer külső tartományaiban teszi meg. Az üstökösöket gyakran keringési idejük szerint csoportosítják.
- Rövidperiódusú üstökösöknek általában azokat nevezzük, melyeknek keringési periódusa kisebb, mint 200 év. Többnyire az ekliptika síkjában mozognak, a bolygókkal megegyező irányban. A pályáik aphéliuma tipikusan a külső bolygók körzetében van (a Jupiternél és azon túl); például a Halley-üstökös aphéliuma kissé a Neptunusz pályáján kívülre esik. A legkisebb távolságra az Encke-üstökös jut, mely soha sem lép a Jupiter pályáján túlra. A rövidperiódusú üstökösöket tovább osztályozzák a Jupiter családra (20 évnél rövidebb periódus) és a Halley családra (20 és 200 év közötti periódus).
- A hosszúperiódusú üstökösök pályája igen nagy excentricitású, keringési idejük 200 évtől akár több ezer vagy néhány millió évig is terjedhet. (Ennek ellenére a definíció szerint továbbra is a Nap gravitációs hatása alatt maradnak; a Naprendszerből a nagyobb bolygók megközelítése révén kilökődő üstökösök a továbbiakban nem nevezhetők egyértelműen periodikusnak). Ezen üstökösök aphéliuma jóval a külső bolygókon túl van, és a pályasíkjuk nem feltétlenül van közel az ekliptikához.
- Az egyszer megjelenő üstökösök hasonlóak a hosszúperiódusú üstökösökhöz, de parabola- vagy hiperbolapályán mozognak, ezáltal véglegesen elhagyják a Naprendszert, miután elhaladtak a Nap mellett.
- Néhány helyen periodikus üstökösnek neveznek minden üstököst, amely periodikus pályával rendelkezik (így az összes rövid- és hosszúperiódusú üstököst együttvéve),[22] míg máshol ezalatt csak a rövidperiódusú üstökösöket értik.[23] Hasonló módon, bár szó szerint véve a nemperiodikus üstökös megegyezik az egyszer megjelenő üstökössel, néhányan minden olyan üstököst ide sorolnak, ami nem „periodikus” a második értelemben (azaz 200 évnél hosszabb keringési idejű).
- A nemrégiben felfedezett kisbolygóövbeli üstökösök egy különálló osztályt alkotnak, a kisbolygóövben keringve.[24][25]

Keringési jellegzetességeik alapján feltételezhető, hogy a rövidperiódusú üstökösök a Kuiper-övből vagy a szórt korongból – a Neptunuszon túli objektumokból álló korongból – származnak, míg a hosszúperiódusú üstökösök forrása a jóval távolabbi gömb alakú Oort-felhő lehet (a nevét Jan Hendrik Oort holland csillagászról kapta, aki megjósolta a létezését). Feltételezik, hogy üstökösszerű testek hatalmas raja kering a Nap körül ezekben a távoli régiókban, nagyjából körpályán. Néha a külső bolygók (a Kuiper-övbeli objektumok esetén), illetve közeli csillagok (Oort-felhőbeli objektumos esetén) gravitációs hatása eltérítheti ezen objektumok valamelyikét egy ellipszispályára, hogy a Nap felé haladjon; így látható üstökössé válhat. A periodikus üstökösöktől eltérően, melyek pályáját korábbi megfigyelések alapján állapították meg, ezen új üstökösök megjelenésének kiszámítása nem lehetséges.
Mivel az üstökösök elliptikus pályáik miatt gyakran kerülnek közel az óriásbolygókhoz, gyakran további perturbáció éri őket. A rövidperiódusú üstökösök egy tendenciát mutatnak abban, hogy az aphéliumuk egybevág az óriásbolygók pályájának sugarával; a legtöbb ilyen a Jupiter családban van. Egyértelmű, hogy az Oort-felhőből beérkező üstökösök pályáját a megközelítések során nagyban befolyásolja az óriásbolygók gravitációja. A legnagyobb perturbáció okozója a Jupiter, mivel tömege több mint kétszerese, mint az összes többinek együtt, azon túl, hogy az óriásbolygók közül a leggyorsabban mozog. Ezek a perturbációk a hosszúperiódusú üstökösöket esetenként rövidebb pályára téríthetik el (valószínűleg ilyen például a Halley-üstökös).
Számos, évtizedekkel vagy évszázadokkal korábban felfedezett rövidperiódusú üstökös mára „elveszett”. Pályájuk soha nem volt annyira pontosan ismert, hogy jövőbeni megjelenésük megjósolható legyen. Ennek ellenére időnként, amikor egy „új” üstököst fedeznek fel, a pályaszámítások során kiderülhet, hogy az voltaképp egy régebbi, „elveszett” üstökös. Ennek egyik példája a Tempel-Swift-LINEAR-üstökös, melyet 1869-ben fedeztek fel, de a Jupiter perturbációja miatt 1908 után nem sikerült észlelni. Többé nem is találták meg, míg a LINEAR újra fel nem fedezte 2001-ben.

## Az üstökösök elnevezése
Az üstökösöknek adott nevek az elmúlt két évszázad folyamán többféle sémát követtek. Mielőtt bármilyen szisztematikus rendszert bevezettek volna, az üstökösöket váltakozó módokon nevezték el. A korai 20. századot megelőzően a legtöbb üstökösre a megjelenés évével hivatkoztak, esetleg melléknevekkel kiegészítve a különösen fényes üstökösök esetén, például „1680-as Nagy Üstökös” (Kirch-üstökös), az „1882-es Nagy Szeptemberi Üstökös”. Miután Edmund Halley kimutatta, hogy az 1531-ben, 1607-ben és 1682-ben látott üstökös ugyanazon égitest volt, és sikeresen előrejelezte annak 1759-es visszatérését, Halley-üstökösként kezdték nevezni az üstököst. Hasonló módon a második és harmadik ismert rövidperiódusú üstökös, az Encke-üstökös és a Biela-üstökös, is a pályájukat kiszámító csillagászról kapták a nevüket a felfedező neve helyett. Később a rövidperiódusú üstökösöket rendszerint a felfedezőjük alapján nevezték el, de amelyek csak egyszer jelentek meg, továbbra is csak a megjelenésük évét kapták meg névként.
A 20. század elején megszokottá vált az üstökösök felfedező utáni elnevezése, és ez máig megmaradt. Az üstökös neve maximum három független felfedezőből állhat. Az utóbbi években számos üstököst fedeztek fel olyan műszerekkel, melyeket nagyobb csillagász-csoportok üzemeltetnek; ezekben az esetekben a nevet a műszer után adják. Például a IRAS–Araki–Alcock üstököst függetlenül fedezte fel az IRAS műhold és két amatőrcsillagász, Genichi Araki és George Alcock. A múltban, ha egy személy, személyek, vagy egy csapat több üstököst fedezett fel, az üstökösök neveit egy szám hozzáadásával különböztették meg (de csak a rövidperiódusú üstökösök esetén); így például a Shoemaker-Levy 1–9. Napjainkban egy adott eszköz nagyszámú üstököst fedezhet fel (2005 augusztusában a SOHO az ezredik felfedezését tette), így ez a rendszer nehezen használhatóvá vált, így az üstökösök szisztematikus elnevezését vezették be a félreértések elkerülése érdekében.
1994-ig az üstökösök először egy előzetes elnevezést kaptak, amely az felfedezés évéből és a felfedezés sorrendjét jelölő kisbetűből állt (például az 1969i üstökös (Bennett) volt a kilencedikként felfedezett üstökös 1969-ben). Miután megfigyelték a perihélium-átmenetet és megállapították a pályát, az üstökös megkapta végleges nevét, mely a perihélium évéből és az azt követő római számból áll, ami a perihélium-átmenet sorrendjét mutatja az adott évben, így az 1969i üstökös neve 1970 II üstökös lett (ez volt 1970-ben a második, ami áthaladt a perihéliumon).
A növekvő számú üstökösfelfedezés ezt a módszert kényelmetlenné tett, ezért 1994-ben a Nemzetközi Csillagászati Unió elfogadott egy új elnevezési rendszert. Az üstökösök neve így a felfedezés évéből, egy betűből, mely egy félhónapot jelöl, valamint egy számból áll, ami a felfedezés sorrendjét jelöli, (egy ehhez hasonló módszert már alkalmaztak a kisbolygóknál), így például a 2006. februárjának második felében negyedikként felfedezett üstökös a 2006 D4 nevet kapná. Az üstökös típusát egy előtag hozzáadásával jelölik:
- P/ rövidperiódusú üstökös (definíció szerint minden üstökös 200 évnél rövidebb keringési idővel vagy egynél több megerősített perihélium-áthaladással);
- C/ nem-periodikus üstökös (definíció szerint minden üstökös, ami az előző pont alapján nem periodikus);
- X/ olyan üstökös, amelynek pályája megbízhatóan nem számítható ki (rendszerint történelmi üstökösök);
- D/ elveszett vagy szétesett üstökös;
- A/ tévesen üstökösként azonosított égitest

A második megfigyelt perihélium-áthaladás után a rövidperiódusú üstökösök a felfedezésük sorrendjének megfelelő számot is kapnak. Így a Halley-üstökös, amelyet periodikusként azonosítottak, az 1P/1682 Q1 jelöléssel rendelkezik. A Hale–Bopp-üstökös jelölése C/1995 O1.
Mindössze öt objektum van, ami kisbolygóként és üstökösként is meg van jelölve: 2060 Chiron (95P/Chiron), 4015 Wilson-Harrington (107P/Wilson-Harrington), 7968 Elst-Pizarro (133P/Elst-Pizarro), 60558 Echeclus (174P/Echeclus), és 118401 LINEAR (176P/LINEAR (LINEAR 52)).

## Az üstökösök tanulmányozásának története

### Korai megfigyelések és hiedelmek

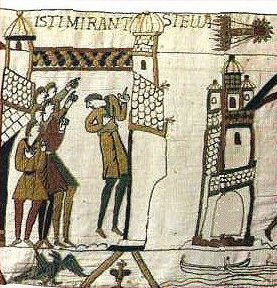
A Halley-üstökös ábrázolása a bayeux-i kárpiton, amely I. Harold királynak megmutatják az üstököst a hastingsi csata előtt, 1066-ban

A távcső feltalálása előtt az üstökösök látszólag a semmiből tűntek elő az égen és fokozatosan tűntek el. Általában baljós előjelnek tekintették őket, melyek királyok vagy nemesemberek halálát, vagy közelgő katasztrófát jeleztek, vagy pedig a mennyei lények földlakók elleni támadását látták bennük. Ősi forrásokból kiderül, hogy az emberek már évezredek óta felfigyeltek a megjelenésükre. Néhányan a Gilgames „lezuhanó csillagait”, a Jelenések könyve és a Henoch könyve hivatkozásait üstökösökre, vagy bolidákra való utalásként értelmezik.
A Meteorológia című könyvében Arisztotelész olyan elképzeléseket közölt az üstökösökről, melyek a nyugati gondolkodásban közel kétezer évig tartották magukat. Számos korábbi filozófus ötleteit elutasította, miszerint az üstökösök bolygók lennének, vagy legalábbis bolygókkal kapcsolatos jelenségek, azon az alapon, hogy míg a bolygók mozgása az állatövi jegyre korlátozódik, az üstökösök az égbolt bármely pontján megjelenhetnek. Ezzel szemben az üstökösöket a felső légkör jelenségeinek tekintette, ahol a forró, száraz kipárolgások összegyűlnek és időnként lángba borulnak. Arisztotelész szerint ez a mechanizmus nemcsak az üstökösök, hanem a meteorok, a sarki fény és a tejút megjelenéséért is felelős.
Néhány későbbi klasszikus filozófus vitatta ez a nézetet az üstökösökkel kapcsolatban. Seneca a Természeti kérdések című művében leírta, hogy rendszeresen haladnak át üstökösök az égen és ezeket a szél soha nem befolyásolja, és ez jóval inkább vall égi jelenségre, mint légkörire. Bár elismerte, hogy a bolygók nem jelennek meg az állatövi jegyen kívül, nem látott arra okot, hogy egy bolygószerű test miért ne mozoghatna az ég bármely pontján. Ennek ellenére az arisztotelészi elmélet jóval nagyobb hatást váltott ki, és a 16. századig nem sikerült kimutatni, hogy az üstökösök a Föld légkörén kívül mozognak.
A régi üstökösfeljegyzések egyik igen híres példája a Halley-üstökös megjelenése a bayeux-i kárpiton, ami 1066-os normann hódítást ábrázolja.
1577-ben egy fényes üstökös volt látható hónapokon keresztül. A dán csillagász, Tycho Brahe az üstökös pozícióiról saját maga és más, földrajzilag eltérő helyen élő megfigyelők által készített méréseket használva kimutatta, hogy az üstökösnek nincsen mérhető parallaxisa. A mérések hibatartományán belül ez azt jelentette, hogy az üstökös legalább négyszer olyan távolságra volt a Földtől, mint a Hold.
Ilkus Márton, Mátyás király csillagásza volt valószínűleg az első európai megfigyelője az 1468-ban feltűnt üstökösnek, mely igen fényes és feltűnő égi jelenség volt. A megfigyelésekről 11 oldalas kódexet írt (azaz kézírással egyetlen példányban készült művet). Ez volt a Magyarországon készült első csillagászati kézirat. Alcímei arról tanúskodnak, hogy a megfigyelést elsősorban asztrológiai célból végezték. Később ez Kazinczy Ferenchez jutott, aki iskolájának, a sárospataki református kollégiumnak ajándékozta a könyvet hálából az ott tanultakért. Jelenleg az oroszországi Nyizsnyij Novgorodban található.

### A pályák tanulmányozása

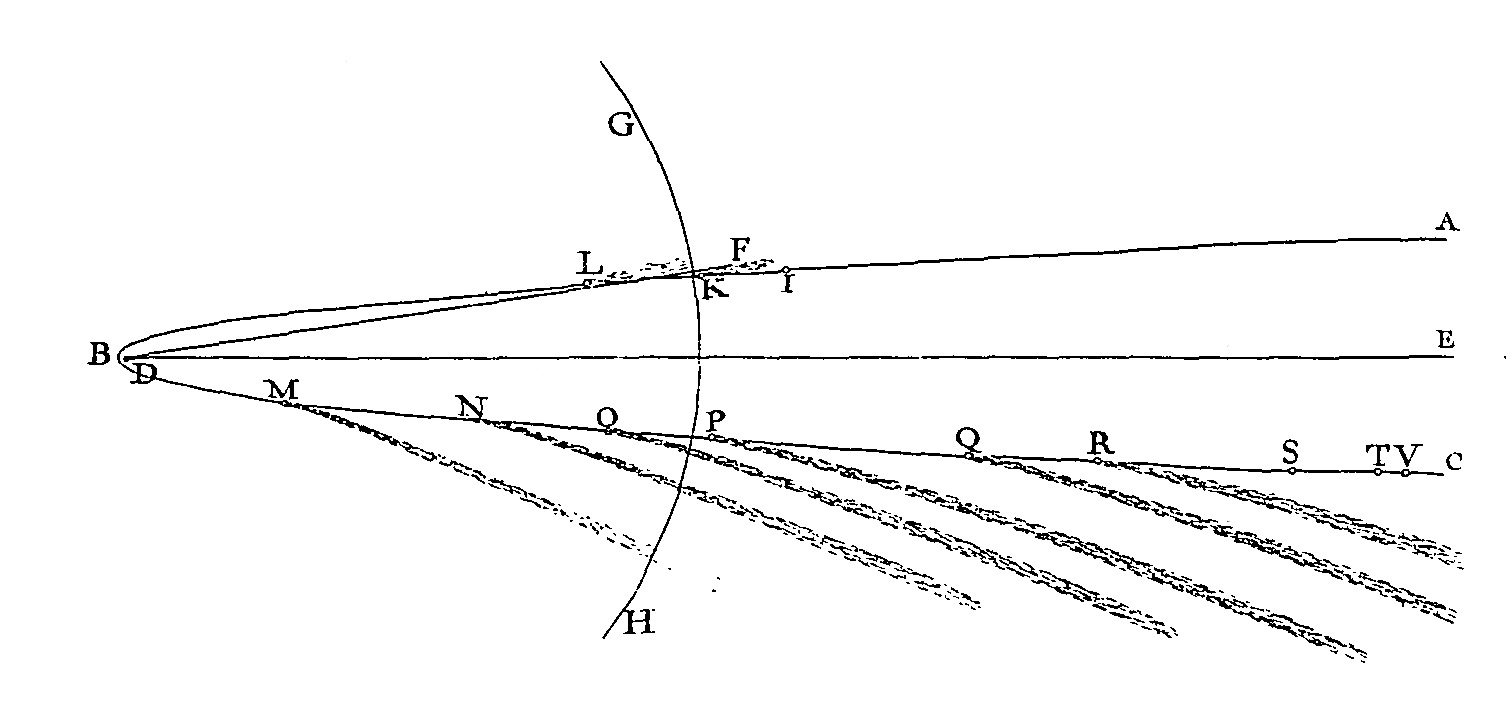
Az 1680-as üstökös pályája Isaac Newton Principiajában

Bár az üstökösökről már tudták, hogy az égben vannak, az a kérdés, hogyan mozognak az égen, a következő században szinte végig vita tárgya volt. Bár már 1609-ben megállapította, hogy a bolygók elliptikus pályán keringnek a Nap körül, Johannes Kepler vonakodott elhinni, hogy a bolygók mozgását szabályozó törvények más égitestekre is hatással vannak – úgy gondolta, az üstökösök egyenes vonalak mentén haladnak el a bolygók közt. Galileo Galilei, bár hűséges volt Kopernikusz tanaihoz, elutasította Tycho Brahe méréseit és ragaszkodott az arisztotelészi leíráshoz, miszerint az üstökösök egyenes vonalban mozognak a felső légkörben.
Először 1610-ben vetette fel William Lower, hogy a Kepler-féle bolygómozgási törvényeket az üstökösökre is lehetne alkalmazni. Az elkövetkező évtizedekben más csillagászok, köztük Pierre Petit, Giovanni Borelli, Adrien Auzout, Robert Hooke, Johann Baptist Cysat, és Giovanni Domenico Cassini úgy vélték, hogy az üstökösök a Nap körül elliptikus vagy parabolapályán mozognak, míg mások, mint Christiaan Huygens és Johannes Hevelius az egyenes mozgás elméletét támogatták.
A problémát egy fényes üstökös megjelenése oldotta meg, melyet Gottfried Kirch fedezett fel 1680. november 4-én. Szerte Európában számos csillagász követte a pályáját hónapokon keresztül. 1681-ben a szász lelkész, Georg Samuel Doerfel közzétette bizonyítékait arról, hogy az üstökösök olyan égitestek, melyek parabola alakú pályán mozognak, és a pályák gyújtópontjában a Nap áll. 1687-ben Isaac Newton Principia Mathematica című művében bebizonyította, hogy a gravitációra vonatkozó törvénye által befolyásolt testnek egy kúpszelethez hasonló pályán kell mozognia, és megmutatta, hogyan illeszthető egy üstökös útja egy parabola alakú pályára, az 1680-as üstököst példaként használva.
1705-ben Edmond Halley Newton módszerét alkalmazta 23 üstökösmegjelenésre, melyek 1337 és 1689 között történtek. Azt találta, hogy ezek közül három, az 1531-es, az 1607-es és az 1682-es pályaelemei meglehetősen hasonlítottak, a kis eltéréseket pedig a Jupiter és a Szaturnusz által okozott perturbáció hatásának tulajdonította. Mivel biztos volt abban, hogy ez a három alkalom ugyanazon üstökös három megjelenése volt, megjósolta, hogy az 1758-ban vagy 1769-ben újra megjelenik. (Korábban Robert Hooke azonosnak tekintette az 1664-es és 1618-as üstökösöket, míg Jean-Dominique Cassini az 1577-es, 1665-ös és 1680-as üstökösöket gyanította egyazon égitestnek. Mindkét sejtés téves volt). A Halley által megjósolt visszatérés idejét később tovább finomította egy háromtagú francia csoport: Alexis Clairaut, Joseph Lalande és Nicole-Reine Lepaute, akik az üstökös 1759-es perihéliumát egy hónap pontossággal határozták meg. Amikor az üstökös a megjósolt módon visszatért, a Halley-üstökös nevet kapta (hivatalos elnevezése 1P/Halley). Következő visszatérése 2061-ben esedékes.
A kellően rövid periódusú üstökösök közül, melyeket a történelem folyamán többször is sikerült megfigyelni, a Halley-üstökös kitűnik azzal, hogy állandóan erős fényessége révén mindig látható szabad szemmel. Az üstökös periódusosságának megerősítése után sok más rövidperiódusú üstököst fedeztek fel távcső segítségével. A második üstökös, melyről bebizonyosodott, hogy periodikus, az Encke-üstökös (hivatalos nevén 2P/Encke). Az 1819-1821 közötti időszakban a német matematikus és fizikus, Johann Franz Encke az 1786-ban, 1795-ben, az 1805-ben, és az 1818-ban megjelent üstökösök pályáját kiszámítva arra a következtetésre jutott, hogy egyazon égitestről van szó, és sikeresen megjósolta annak 1822-es visszatérését. 1900-re tizenhét üstökösnél figyeltek meg egynél több perihélium-áthaladást, ezzel rövidperiódusú üstökösként meghatározva őket. A 2006. áprilisi helyzet szerint 175 üstökös tartozik ebbe a kategóriába, bár ezek közül több megsemmisült vagy elveszett. Csillagászati évkönyvekben az üstökösöket gyakran a ☄ szimbólummal jelölik.

### A fizikai jellemzők tanulmányozása
Isaac Newton úgy írta le az üstökösöket, mint tömör és tartós szilárd testeket, melyek ferde pályán mozognak, és csóvájuk keskeny kigőzölgés, melyet az üstökösmag bocsát ki a Nap hőjének hatására. Newton azt gyanította, hogy az üstökösök a forrásai a levegő élethez fontos összetevőinek. Azt is hitte, hogy az üstökösök által kibocsátott pára töltötte fel a bolygók vízkészletét (ami fokozatosan talajjá alakult a növények növekedése és lebomlása nyomán) és a Nap fűtőanyagát.
Már a 18. században sikerült néhány tudósnak helyes elméletet felállítani az üstökösök összetételről. 1755-ben Immanuel Kant feltételezte, hogy az üstökösök illékony anyagokból állnak, melyek párolgása okozza a látványos megjelenéseket a perihélium közelében. 1836-ban a német matematikus, Friedrich Bessel, miután megfigyelte a gőzkiáramlást a Halley-üstökös 1835-ös megjelenésekor, azt állította, hogy az elpárolgó anyagok ereje akkora lehet, hogy az számottevően módosítsa az üstökös pályáját, és azzal érvelt, hogy az Encke-üstökös nem-gravitációs mozgásait ez a mechanizmus okozza.
Egy újabb, üstökösökkel összefüggő felfedezés közel egy évszázadra beárnyékolta ezeket az elméleteket. Az 1864 és 1866 között időszakban az olasz Giovanni Schiaparelli kiszámította a Perseidák meteorraj pályáját és pályaadatok hasonlósága alapján helyesen kikövetkeztette, hogy Perseidák a Swift-Tuttle-üstökös darabjai. Az üstökösös és meteorrajok közti kapcsolatot drámaian megerősítette az 1872-es, a Biela-üstökös pályája felől érkezett meteorzápor, mely üstökös 1846-os kettéválását sikerült megfigyelni az 1846-os megjelenéskor, és 1852 után többé nem került elő. Az üstökösök struktúrájáról egy új elmélet alakult ki, mely szerint azok laza sziklahalmok, melyeket egy jeges réteg burkol.
A 20. század közepére ezen elmélet több hiányossága is kiderült: legfőképpen azt nem tudta megmagyarázni, hogy egy csak kevés jeget tartalmazó test miért tud olyan látványos párakiáramlást produkálni számos perihélium-áthaladás után is. 1950-ben Fred Lawrence Whipple felvetette, hogy az üstökösök ahelyett, hogy némi jeget tartalmazó sziklás objektumok lennének, inkább jeges objektumok, melyekben némi por és szikla is megtalálható. Ez a „koszos hólabda” modell hamar elfogadottá vált. Ezután megerősítést is nyert, amikor 1986-ban több űreszköz (például az ESA Giotto űrszondája valamint a szovjet Vega–1 és Vega–2) átrepült a Halley-üstökös kómáján, hogy lefényképezze a magját és megfigyelje az elpárolgó anyag kilövelléseit. Az amerikai Deep Space–1 2001. szeptember 21-én elrepült a Borrelly-üstökös magja mellett és megerősítette, hogy a Halley-üstökös jellemzői más üstökösnél is megszokottak.
Bár az üstökösök a külső Naprendszerben alakultak ki, a Naprendszer kialakulásakor lezajlott anyagkeveredés feltehetően újra szétosztotta az anyagokat a protoplanetáris korongon keresztül, így azok az üstökösök is tartalmaznak kristályszemcséket, melyek a forró belső Naprendszerben keletkeztek. Ez az üstökösök színképéből és a mintákat gyűjtő küldetésekből is látszik.

### Vita az üstökösök összetételéről
A vita folytatódik arról, mennyi jég található egy üstökösben. 2001-ben a NASA Deep Space–1 csapata, mely a NASA Jet Propulsion Lab-jában működött, a Borrelly-üstökös felszínéről készített be nagy felbontású képeket. Bejelentették, hogy az üstökös különálló sugarakat lövell ki, de a felszíne forró és száraz. A feltételezés alapján, hogy az üstökösök vízjeget és más típusú jegeket tartalmaznak, Dr. Laurence Soderblom kijelentette: „A színkép alapján a felszín száraz és forró. Meglepő, hogy nem találtuk nyomát vízjégnek”. Mindazonáltal azzal folytatta, hogy a jég valószínűleg a kéreg alatt rejtőzik, mivel „a felszínt a Nap hője kiszárította, vagy esetleg egy nagyon sötét koromszerű anyag borítja az üstököst, ami a felszíni jég minden nyomát elrejti”.
A nemrégiben felbocsátott Deep Impact szonda eredményei is arra utalnak, hogy az üstökösök vízjegének nagy része a felszín alatt található, és ezen tárolók táplálják a porlasztott vízből álló kilövelléseket, melyek a Tempel 1 kómáját alkotják.
Mindazonáltal a Stardust által szolgáltatott legfrissebb adatok azt mutatják, hogy a Wild 2 kómájából vett anyagminták kristályosak voltak, így csak „tűzben születhettek”. A begyűjtött anyagok alapján az „üstököspor kisbolygók anyagára emlékeztet”. Ezen új eredmények szükségessé tették annak újragondolását, hogy mi az üstökösök alaptermészetének és hogyan különböztethetők meg a kisbolygóktól.

### Egy becsapódott üstökös
Körülbelül 28 millió évvel ezelőtt egy üstökös behatolt a Föld légkörébe, és a mai Egyiptom fölött felrobbant a levegőben, hatalmas lökéshullámot keltve (az alatta lévő esetleges élőlények ettől elpusztultak). A robbanás az alatta lévő homokot 2000 °C-ra hevítette fel, aminek következtében nagy mennyiségű, sárgás színű szilícium-dioxid tartalmú üveg keletkezett, ami kb. 6000 négyzetkilométeren szóródott szét a Szaharában. A maradvány egyik szép darabjából Tutanhamon sárgásbarna, szkarabeuszt ábrázoló melltűje lett, amit ókori ékszerészek csiszoltak. A maradványokra egy fekete kavics irányította a dél-afrikai tudósok figyelmét, amit ezen a területen találtak évekkel korábban. A kavics gondos vegyelemzése kimutatta, hogy egy üstökösmagról van szó, ami az első ismert ilyen lelet. A robbanás mikroszkopikus gyémántokat is létrehozott. A gyémánt szénből keletkezik, nagy nyomáson, rendszerint a föld alatt, azonban a robbanás által keltett lökéshullám is képes volt a gyémánt kialakulásához szükséges nagy nyomást létrehozni. A kutatócsoport az apró gyémántokat tartalmazó fekete kavicsnak a „Hypatia” nevet adta, az első női matematikus, csillagász és filozófus, az Alexandriai Hüpatia tiszteletére. Ez a legkorábbi kézzelfogható üstökösmaradvány.
Az üstökösök anyaga valódi ritkaság a Földön. Mikroszkopikus méretben megtalálták a felső légkörben, porszemcsék formájában, és az Antarktisz jegében. 

## Megfigyelés
Egy új üstökös felfedezhető fotográfiai úton egy széles látószögű távcső használatával, vagy vizuálisan binokulár segítségével. Lehetőség van arra is, hogy optikai eszközökkel nem rendelkező amatőrcsillagászok is felfedezzenek napközeli üstökösöket úgy, hogy egy megfigyelőműhold által készített képet letöltenek (ilyen például a SOHO).
A szabad szemmel látható üstökösök meglehetősen ritkák, de az olyanok, melyek amatőr távcsövekkel (5 cm és 100 cm között) már jól láthatóak, igen gyakoriak – évente több alkalommal is megjelennek, alkalmanként egyszerre egynél több is. Az általánosan elérhető csillagászati szoftverek meg tudják jeleníteni ezen ismert üstökösök pályáját. Az ég más objektumaihoz képest gyorsak, de a távcső látómezejében rendszerint kicsi az elmozdulásuk. Ennek ellenére éjszakáról éjszakára akár több fokkal is elmozdulhatnak, ezért találják hasznosnak a megfigyelők a csillagtérképek használatát.
Az üstökös látványa attól függ, milyen anyagokból áll az égitest és milyen közel van a Naphoz. Mivel az üstökös anyagának illékonysága a Naptól távolodva csökken, egyre nehezebb megfigyelni az üstököst nemcsak a távolság, hanem a csóva és annak fényvisszaverő anyagainak csökkenése majd eltűnése miatt. Az üstökösök akkor a legérdekesebbek, amikor magjuk fényes és hosszú csóvával rendelkeznek. Ennek megfigyelése széles látószöget igényelhet, melyet leginkább a kis távcsövek tudnak biztosítani. Így a nagy amatőr eszközök (25 cm vagy annál nagyobb), melyek kisebb látómezővel rendelkeznek, nem feltétlenül nyújtanak előnyt üstökösök megfigyeléséhez. A látványos üstökösök kis távcsövekkel (8 cm és 15 cm között) való megfigyelésére jóval több alkalom kínálkozik, mint az a sajtófigyelem alapján sejthető lenne.